# Anita Lipnicka
Anita Lipnicka (Piotrków Trybunalski, 13 giugno 1975) è una cantante e cantautrice polacca.
Il suo album d'esordio è quello di maggior successo commerciale, certificato tre volte disco di platino. Il primo album collaborativo di Lipnicki e John Porter, diviene l'unico ad aver raggiunto la prima posizione nella classifica in Polonia.

## Discografia

### Album in studio
- 1996 – Wszystko się może zdarzyć
- 1998 – To co naprawdę
- 2000 – Moje oczy są zielone
- 2009 – Hard Land of Wonder
- 2013 – Vena Amoris

### Album collaborativi
- 2003 – Nieprzyzwoite piosenki (con John Porter)
- 2005 – Inside Story (con John Porter)
- 2006 – Other Stories (con John Porter)
- 2006 – All the Stories (con John Porter)
- 2008 – Goodbye (con John Porter)
- 2012 – W siódmym niebie (con Voice Band)